# Parc éolien du Moray Firth
Le parc éolien du Moray Firth est un projet d'implantation de 350 éoliennes en mer dont le commencement des travaux est prévu en 2015, s'il est approuvé. Achevé, il compterait parmi les plus grands parcs éoliens en mer du monde et fournirait 1 GW à un million de foyers. Le projet était avancé par Moray Offshore Renewables en août 2012 au parlement écossais

## Ingénierie
Le projet serait situé dans une des nouvelles zones d'eau profonde qu'a accordées la Couronne britannique (les premiers parcs étant situés près des côtes). Les éoliennes mesuraient 204 m de hauteur et se trouveraient dans le Moray Firth dans des eaux profondes où la ressource éolienne est la plus intéressante.

## Moray East
La mise en service de la première phase du projet, Moray East (100 turbines de 9,5 MW, soit 950 MW est achevée en avril 2022. Ocean Winds a 56,6 % du capital, Diamond Green Ltd 33,4% et CTG 10%.

## Bienfaits
Le parc éolien serait capable de fournir jusqu'à 40 % des besoins énergétiques de l'Écosse ainsi évitant le dégagement d'environ 4,5 millions de tonnes de dioxyde de charbon. Le parc constituerait un volet important du but fixé par le gouvernement écossais de s'alimenter totalement en énergies renouvelables. On prévoit que sa création créera des centaines d'emplois.

## Opposition
Le milliardaire américain Donald Trump s'est opposé à l'implantation de ces éoliennes au large, se disant inquiet de l'impact esthétique.